# Pietro Ballo
Pietro Ballo (Palermo, 8 ottobre 1952) è un tenore italiano.
Pietro Ballo inizia gli studi al Centro Lirico del Teatro Massimo di Palermo. Si perfeziona con celebri cantanti lirici quali il soprano Gina Cigna alla Scuola di Canto del Teatro alla Scala di Milano, proseguendo gli studi con il tenore Fernando Bandera. Il suo debutto avviene nel 1978, nell'opera Don Pasquale di Donizetti al Teatro Fraschini di Pavia. Inaugura la stagione lirica del Teatro La Fenice di Venezia e vi ritorna cantando in Rosenkavalier e La favorita. Si esibisce a seguire sotto la regia di Pavarotti che lo invita inoltre a cantare al MET - Metropolitan di New York. Nel 1997 ha fatto la cover di un brano vincitore dello Zecchino d'Oro 1967, Popoff.
Il suo debutto alla Scala avviene nel 1984 con Don Pasquale diretta da Roberto Abbado e vi ritorna nel 1986 cantando in La Sonnambula. Nel 1996 vince il Premio finlandese Beniamino Gigli.
 Si è esibito presso i più importanti Teatri e Fondazioni lirico-sinfoniche italiane: San Carlo di Napoli, Opera di Roma (Rigoletto, Amico Fritz, Falstaff e Don Pasquale), Regio di Torino, Teatri Comunali di Bologna e Firenze.
Nel mondo presso le più prestigiose istituzioni: Staatsoper di Vienna, l'Opera di Parigi, Lincoln Fisher Hall di New York e in molti altri prestigiosi teatri anche per applauditi recitals: Tokyo, Osaka, Kyoto, New York, Helsinki, Reykjavík, Riga, Kiev, Budapest, Berlino, Vienna, Milano, Palermo, Roma, Venezia, Pechino, Madrid.
Per il Teatro Massimo di Palermo interpreta numerose produzioni, tra le quali in prima mondiale "Il ritratto di Dorian Gray" di Franco Mannino.
 Tra i più famosi direttori d'orchestra con i quali ha collaborato si citano i seguenti: Gavazzeni, Chailly, Muti, Scimone, Gelmetti, Lombard, Sinopoli, Pretre, Metha, Oren, Plasson, Bartoletti, Renzetti, Guadagno, Ferro, Stein, Roberto Abbado.
Nella sua lunga carriera ha lavorato con registi prestigiosi come Zeffirelli, Ronconi, Walmann, Pugelli, Deflo, Giacchieri, Olmi, Shaff, Maestrini, De Tommasi, Lavia, Miller, Pizzi.
È stato ospite in trasmissioni televisive RAI presentate da noti conduttori come Pippo Baudo, Paolo Limiti, Giancarlo Magalli. Numerosi i riconoscimenti alla sua brillante carriera artistica tra i quali: Premio Enrico Caruso a Napoli, Beniamino Gigli a Recanati, Mascagni d'oro a Bagnara di Romagna, Tamagno d'oro a Varese, Premio Borgatti d'oro a Cento, Ghirlandina d'oro a Modena, Polifemo d'argento a Zafferana Etnea, Pigna d'argento ed Aquila d'argento a Catania.
 È cittadino onorario nelle città di Fano (Pesaro), Carini (Palermo), Bagnara di Romagna (Ravenna), Recanati (Ancona). Per gli straordinari meriti artistici gli è stata inoltre conferita l'onorificenza di Commendatore della Repubblica Italiana dal Presidente della Repubblica Senatore Oscar Luigi Scalfaro.
Ha ricoperto per quattro anni l'incarico di Direttore Artistico della Rassegna Internazionale di Musica Sacra di Monreale (Palermo) e del Festival Eolie in Classico e in veste di Regista d'opera ha collaborato con il Teatro Bellini di Adrano (Catania).È stato direttore artistico del Teatro Salvatore Cicero di Cefalù. Fondatore e Direttore Artistico dell'Accademia Lirica del Mediterraneo di Palermo.È stato docente di Canto nei Corsi Accademici di Alta Formazione Musicale (AFAM) presso il Conservatorio Statale di Musica di Brescia e l'Istituto Musicale Arturo Toscanini di Ribera e presso il Conservatorio Statale di Musica Scontrino di Trapani.
Ha tenuto numerose Master class a livello internazionale tra Helsinki,Torino, Pechino, Changsha, Xi An, Lione, Bordeaux, Palermo, Catania, Milano, etc.
Ha ricoperto la carica di Consulente Artistico presso l'Ente Luglio Musicale Trapanese.
La sua carriera prosegue vedendolo attivo come brillante regista d'opera e come concertista.